# Festival de théâtre de Noirmoutier
Le Festival de théâtre de Noirmoutier est créé en 1993. Il  se déroule chaque année pendant les trois premières semaines du mois d’août à Noirmoutier-en-l'Île dans le département de la Vendée. 
Sa programmation allie principalement du théâtre classique, moderne et contemporain mais également des prestations musicales. 
C'est le théâtre régional des Pays de la Loire qui assure l'organisation de ce festival estival théâtral et musical, sous la direction artistique de son directeur Patrick Pelloquet et de son équipe permanente.

## Lieux
- Le Centre culturel les Salorges.
- La Maison du Festival.
- La cour du château de Noirmoutier.
- Le cour Saint-Philbert.